# Командировка (Россия)

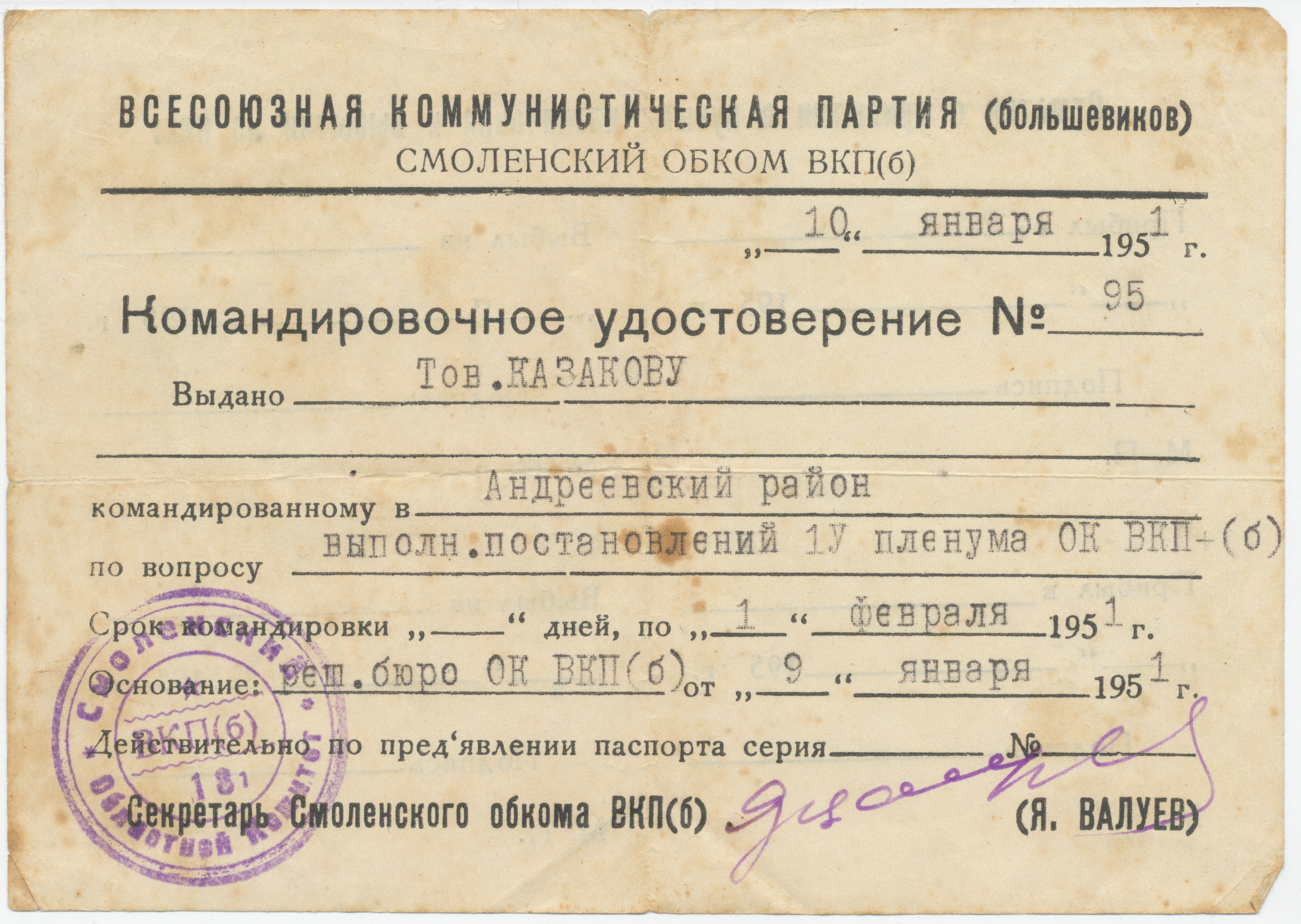
Командировочное удостоверение Смоленского обкома ВКП(б) в Андреевский район за подписью секретаря Я. П. Валуева

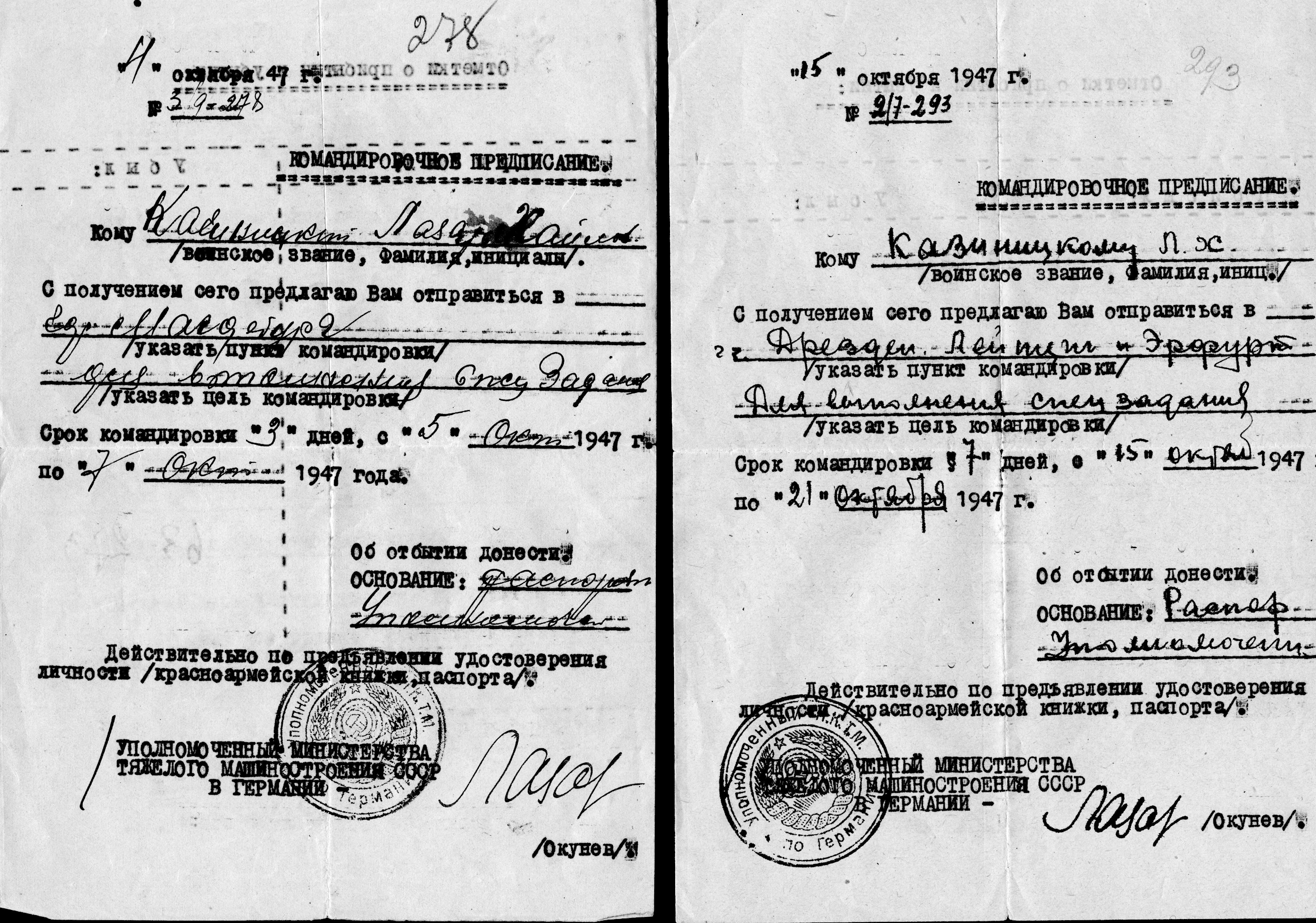
Командировочное предписание (СССР, 1947)

Командиро́вка, Командирование — служебное поручение, исполняемое вне места постоянной работы, направление командованием (руководством) кого-либо куда-либо со служебным (рабочим) заданием, поручением.
Служебная командировка — поездка сотрудника (работника) по распоряжению работодателя на определённый срок для выполнения служебного (рабочего) поручения вне места постоянной работы.
При направлении работника в командировку за ним сохраняется место работы (должность) и средний заработок. Работнику возмещаются расходы, связанные со служебной командировкой.
Днём выезда в командировку считается дата отправления поезда, самолёта, автобуса или другого транспортного средства от места постоянной работы командированного, а днём приезда из командировки — дата прибытия указанного транспортного средства в место постоянной работы. При отправлении транспортного средства до 24 часов включительно днём отъезда в командировку считаются текущие сутки, а с 00 часов и позднее — последующие сутки..
До начала 2015 года работнику оформлялось командировочное удостоверение, подтверждающее срок его пребывания в командировке (дата приезда в пункт (пункты) назначения и дата выезда из него (из них)).
В английском языке расходы, связанные со служебной командировкой, обозначаются термином Per diem.